# White Aryan Resistance
White Aryan Resistance („Weißer Arischer Widerstand“) ist eine US-amerikanische neonazistische Organisation, die vom früheren Ku-Klux-Klan-Führer Tom Metzger gegründet wurde und geführt wird. Sie hatte ihren Sitz in Kalifornien und jetzt in Warsaw, Indiana.
Die Gruppe war ursprünglich unter dem Namen „White American Political Association“ oder „WAPA“ bekannt, wurde dann in „White American Resistance“ umbenannt, später wurde noch das „American“ durch „Aryan“ ersetzt.
Die Organisation vertritt Anschauungen, die sie auch selbst als rassistisch bezeichnet. Beispielsweise bezeichnet sich ihre Zeitung The Insurgent als „the most racist newspaper on Earth“ (die rassistischste Zeitung der Welt), und ihre Webseite bietet dem Besucher „Racist jokes“ und „Racist videos“ (rassistische Witze und rassistische Videos/Videoclips).

## Rassistische Vorstellungen
Wie viele andere White-Supremacy-Gruppen und weiße Nationalistengruppen hat WAR eine sehr enge Vorstellung davon, wer „weiß“ und „arisch“ ist, nämlich nur Nichtjuden und Menschen, die von Europäern abstammen. Menschen mit verschiedenrassischen Wurzeln und nur teilweise weißen Vorfahren werden nicht als „weiß“ angesehen, sondern als Vertreter eines neuen gemischten Rassentyps. Verbindungen zwischen Weißen und Nicht-Weißen werden verurteilt, unabhängig vom Geschlecht, weil diese Geburten aus Mischehen die Zahl reinrassig weißer Geburten drücke. Weil weiße Homosexuelle ebenfalls nicht dazu beitragen, diese Quote zu erhöhen, ist WAR auch gegen sie eingestellt.
Die Gruppe glaubt, einzelne Rassen könnten die Weltherrschaft übernehmen, und die weiße Rasse sei der Schlüssel dazu. WAR will deshalb, dass die reinrassig weiße Bevölkerung sich vermehrt, damit die weiße Rasse die Vormacht erhält. Die weiße US-Bevölkerung müsse sich weitergehend vermehren, um die Alleinherrschaft über die USA zu erreichen.
WAR vertritt die Anschauung der „Vorbestimmtheit durch Geburt“, das Recht des Stärkeren.
Weiße werden als anderen Rassen genetisch überlegen gesehen und die verschiedenen Leistungen der Völker als abhängig vom genetischen Potential.
Es gibt allgemeine Grundsätze, was WAR-Mitglieder tun und lassen sollen. Der Aufbau der Organisation propagiert führerlosen Widerstand, („leaderless resistance“, vergleichbar mit Combat 18) und Einzelkämpfer-Aktivismus. WAR führt eine ausgedehnte Gefangenenhilfsorganisation. Weiße, die gegen die vermeintliche Sache der Weißen sind, werden als Verräter ihres eigenen Blutes angesehen.
Im Gegensatz zum KKK beruft WAR sich nicht auf das Christentum, sondern verurteilt es als einen Auswuchs des Judaismus. Wyatt Kaldenberg, zeitweilig Herausgeber von Metzgers Zeitschrift WAR, beförderte die neuheidnische Religion des Ásatrú, mit Anbetung der Götter Odin, Thor und der Göttin Frigga. Er verherrlichte Gewalt, begründet durch seine manichäische Weltsicht: Geschichte sah er als Schlacht zwischen den göttlichen Ariern und den gegen die Natur gerichteten Kräften des judäischen Christentums an.
Im Unterschied zu anderen White-Supremacy-Gruppen vertritt WAR angeblich die Rechte der Frau, stehe für Frauengleichberechtigung ein, weil sie glauben, dass im frühen Amerika auch weiße Siedlerfrauen „Indianer oder wilde Tiere erschießen oder vertreiben“ mussten. So müsse es auch bei den Frühmenschen gewesen sein. Es sei unlogisch, zu denken, dass sich die Frauen nicht am Überlebenskampf beteiligt hätten, wenn ein Steinzeit-Stamm von einem anderen angegriffen worden sei. Trotzdem hat WAR auch den Anti-Feminismus vertreten, weil er die Geschlechter eher trenne als vereinige.

## Rechtliche und finanzielle Schwierigkeiten
Die Organisation ging in Konkurs wegen eines Zivilprozesses bezüglich WARs Mitschuld am Tod von Mulugeta Seraw, eines Äthiopiers, der eingewandert war, um das College zu absolvieren. 1988 wurde Seraw von Rassisten getötet, die des Verbrechens schuldig gesprochen und zu Gefängnisstrafen verurteilt wurden. Morris Dees und das Southern Poverty Law Center haben Metzger, den Gründer und Führer von WAR, angeklagt. WAR habe Seraws Mörder beeinflusst, die Gruppe „East Side White Pride“ zu Gewalttaten zu überreden. Das Gericht sprach die höchste Strafe, die bis dahin in Oregons Geschichte in einem Zivilprozess je verhängt wurde – 12,5 Millionen US-Dollar gegen Metzger und WAR.